# Francesco Calzona
Francesco Calzona (Vibo Valentia, 24 ottobre 1968) è un allenatore di calcio italiano, commissario tecnico della nazionale slovacca.

## Carriera

### Giocatore
Dopo una breve esperienza da calciatore professionista nell'Arezzo, trascorre tutta la sua carriera tra i dilettanti, chiudendola nel 2000 nel Tegoleto.

### Allenatore

#### Inizi
Inizia la carriera da tecnico nel 2004, sulla panchina della Castiglionese, società toscana impegnata nel campionato di Promozione. La stagione successiva viene ingaggiato dal Torrita con presidente Piero Solini.

#### Esperienze come vice
La prima esperienza come secondo di Maurizio Sarri, che aveva avuto come allenatore nel 2000 al Tegoleto, risale al 2007, sulla panchina dell'Avellino. Collabora con Sarri anche nelle successive esperienze a Verona, Perugia, Empoli e Napoli.
Nell'estate del 2020 viene ingaggiato dal Cagliari, come allenatore in seconda di Eusebio Di Francesco. Nel luglio 2021 torna al Napoli, stavolta nello staff dell'allenatore Luciano Spalletti.

#### Nazionale slovacca
Il 30 agosto 2022 viene nominato commissario tecnico della nazionale slovacca. Nel novembre 2023, battendo per 4-2 l'Islanda, la Slovacchia ottiene la qualificazione al campionato d'Europa 2024; qui supera il girone e si qualifica agli ottavi di finale, dove viene eliminata dall'Inghilterra ai tempi supplementari, dopo aver condotto il risultato sino al 95º minuto di gioco.

#### Napoli
Il 19 febbraio 2024 torna nuovamente al Napoli, stavolta per sostituire l’esonerato Walter Mazzarri fino al termine della stagione, mantenendo contemporaneamente anche l'incarico di CT della Slovacchia; gli azzurri, campioni d'Italia uscenti, in quel momento si trovano al 9º posto in Serie A. Il tecnico calabrese esordisce due giorni dopo, in occasione della gara di andata degli ottavi di finale di UEFA Champions League contro il Barcellona, terminata col risultato di 1-1. Il 28 febbraio ottiene, invece, la sua prima vittoria sulla panchina partenopea, trionfando per 6-1 sul campo del Sassuolo. Tuttavia, Calzona non riesce a risollevare le sorti di una stagione decisamente negativa per la squadra campana, che conclude il campionato al 10º posto, mancando così, per la prima volta dopo 14 anni, la qualificazione alle coppe europee.

## Statistiche

### Statistiche da allenatore
Statistiche aggiornate al 26 maggio 2024.

#### Club
| Stagione        | Squadra         | Campionato      | Campionato | Campionato | Campionato | Campionato | Coppe nazionali | Coppe nazionali | Coppe nazionali | Coppe nazionali | Coppe nazionali | Coppe continentali | Coppe continentali | Coppe continentali | Coppe continentali | Coppe continentali | Altre coppe | Altre coppe | Altre coppe | Altre coppe | Altre coppe | Totale | Totale | Totale | Totale | % Vittorie | Piazzamento |
| Stagione        | Squadra         | Comp            | G          | V          | N          | P          | Comp            | G               | V               | N               | P               | Comp               | G                  | V                  | N                  | P                  | Comp        | G           | V           | N           | P           | G      | V      | N      | P      | %          | Piazzamento |
| --------------- | --------------- | --------------- | ---------- | ---------- | ---------- | ---------- | --------------- | --------------- | --------------- | --------------- | --------------- | ------------------ | ------------------ | ------------------ | ------------------ | ------------------ | ----------- | ----------- | ----------- | ----------- | ----------- | ------ | ------ | ------ | ------ | ---------- | ----------- |
| 2004-2005       | Castiglionese   | Prom.           | 30         | 10         | 12         | 8          | -               | -               | -               | -               | -               | -                  | -                  | -                  | -                  | -                  | -           | -           | -           | -           | -           | 30     | 10     | 12     | 8      | 33,33      | 6º          |
| 2005-2006       | Torrita         | 1ª Cat.         | ?          | ?          | ?          | ?          | -               | -               | -               | -               | -               | -                  | -                  | -                  | -                  | -                  | -           | -           | -           | -           | -           |        |        |        |        | —          | ?           |
| feb.-giu. 2024  | Napoli          | A               | 14         | 3          | 8          | 3          | CI              | -               | -               | -               | -               | UCL                | 2                  | 0                  | 1                  | 1                  | SI          | -           | -           | -           | -           | 16     | 3      | 9      | 4      | 18,75      | Sub., 10º   |
| Totale carriera | Totale carriera | Totale carriera | 44         | 13         | 20         | 11         |                 | 0               | 0               | 0               | 0               |                    | 2                  | 0                  | 1                  | 1                  |             | -           | -           | -           | -           | 46     | 13     | 21     | 12     | 28,26      |             |

#### Nazionale
Statistiche aggiornate al 30 giugno 2024.
| Squadra    | Naz                   | dal            | al       | Record | Record | Record | Record | Record | Record | Record | Record     |
| Squadra    | Naz                   | dal            | al       | G      | V      | N      | P      | GF     | GS     | DR     | % Vittorie |
| ---------- | --------------------- | -------------- | -------- | ------ | ------ | ------ | ------ | ------ | ------ | ------ | ---------- |
| Slovacchia | Slovacchia (bandiera) | 30 agosto 2022 | in corso | 28     | 14     | 7      | 7      | 44     | 26     | +18    | 50,00      |

#### Nazionale nel dettaglio
| 2022              | Slovacchia        | UEFA Nations League 2022-2023 | Subentrato, 3º nel Gruppo 3 di Lega C | 2  | 0  | 1 | 1 | &0,00 | 2  | 3  | -1  |
| 2023              | Slovacchia        | Qual. Euro 2024               | 2º nel Gruppo J, qualificato          | 10 | 7  | 1 | 2 | 70,00 | 17 | 8  | +9  |
| giu.-lug. 2024    | Slovacchia        | Euro 2024                     | Ottavi di finale                      | 4  | 1  | 1 | 2 | 25,00 | 4  | 5  | -1  |
| 2024              | Slovacchia        | UEFA Nations League 2024-2025 | nel Gruppo 1                          | 6  | 4  | 1 | 1 | 66,67 | 10 | 5  | +5  |
| Dal 2022          | Slovacchia        | Amichevoli                    |                                       | 6  | 2  | 3 | 1 | 33,33 | 11 | 5  | +6  |
| Totale Slovacchia | Totale Slovacchia | Totale Slovacchia             | Totale Slovacchia                     | 28 | 14 | 7 | 7 | 50,00 | 44 | 26 | +18 |

#### Panchine da commissario tecnico della nazionale slovacca
| Cronologia completa delle presenze e delle reti in nazionale ― Slovacchia | Cronologia completa delle presenze e delle reti in nazionale ― Slovacchia | Cronologia completa delle presenze e delle reti in nazionale ― Slovacchia | Cronologia completa delle presenze e delle reti in nazionale ― Slovacchia | Cronologia completa delle presenze e delle reti in nazionale ― Slovacchia | Cronologia completa delle presenze e delle reti in nazionale ― Slovacchia | Cronologia completa delle presenze e delle reti in nazionale ― Slovacchia | Cronologia completa delle presenze e delle reti in nazionale ― Slovacchia |
| Data                                                                      | Città                                                                     | In casa                                                                   | Risultato                                                                 | Ospiti                                                                    | Competizione                                                              | Reti                                                                      | Note                                                                      |
| ------------------------------------------------------------------------- | ------------------------------------------------------------------------- | ------------------------------------------------------------------------- | ------------------------------------------------------------------------- | ------------------------------------------------------------------------- | ------------------------------------------------------------------------- | ------------------------------------------------------------------------- | ------------------------------------------------------------------------- |
| 22-9-2022                                                                 | Trnava                                                                    | Slovacchia                                                                | 1 – 2                                                                     | Azerbaigian                                                               | UEFA Nations League 2022-2023 - Lega C                                    | Erik Jirka                                                                | Cap: M. Škriniar                                                          |
| 25-9-2022                                                                 | Bačka Topola                                                              | Slovacchia                                                                | 1 – 1                                                                     | Bielorussia                                                               | UEFA Nations League 2022-2023 - Lega C                                    | Adam Zreľák                                                               | Cap: M. Škriniar                                                          |
| 17-11-2022                                                                | Podgorica                                                                 | Montenegro                                                                | 2 – 2                                                                     | Slovacchia                                                                | Amichevole                                                                | Dávid Hancko Juraj Kucka                                                  | Cap: M. Škriniar                                                          |
| 20-11-2022                                                                | Bratislava                                                                | Slovacchia                                                                | 0 – 0                                                                     | Cile                                                                      | Amichevole                                                                | -                                                                         | Cap: M. Hamšík                                                            |
| 23-3-2023                                                                 | Trnava                                                                    | Slovacchia                                                                | 0 – 0                                                                     | Lussemburgo                                                               | Qual. Euro 2024                                                           | -                                                                         | Cap: J. Kucka                                                             |
| 26-3-2023                                                                 | Bratislava                                                                | Slovacchia                                                                | 2 – 0                                                                     | Bosnia ed Erzegovina                                                      | Qual. Euro 2024                                                           | Robert Mak Lukas Haraslin                                                 | Cap: J. Kucka                                                             |
| 17-6-2023                                                                 | Reykjavik                                                                 | Islanda                                                                   | 1 – 2                                                                     | Slovacchia                                                                | Qual. Euro 2024                                                           | Juraj Kucka Tomáš Suslov                                                  | Cap: M.Hamsik                                                             |
| 20-6-2023                                                                 | Vaduz                                                                     | Liechtenstein                                                             | 0 – 1                                                                     | Slovacchia                                                                | Qual. Euro 2024                                                           | Denis Vavro                                                               | Cap: M.Hamsik                                                             |
| 8-9-2023                                                                  | Bratislava                                                                | Slovacchia                                                                | 0 – 1                                                                     | Portogallo                                                                | Qual. Euro 2024                                                           | -                                                                         | Cap: M. Škriniar                                                          |
| 11-9-2023                                                                 | Bratislava                                                                | Slovacchia                                                                | 3 – 0                                                                     | Liechtenstein                                                             | Qual. Euro 2024                                                           | Dávid Hancko Ondrej Duda Róbert Mak                                       | Cap: M. Škriniar                                                          |
| 13-10-2023                                                                | Porto                                                                     | Portogallo                                                                | 3 – 2                                                                     | Slovacchia                                                                | Qual. Euro 2024                                                           | Dávid Hancko Stanislav Lobotka                                            | Cap: M. Škriniar                                                          |
| 16-10-2023                                                                | Lussemburgo                                                               | Lussemburgo                                                               | 0 – 1                                                                     | Slovacchia                                                                | Qual. Euro 2024                                                           | Dávid Ďuriš                                                               | Cap: M. Škriniar                                                          |
| 16-11-2023                                                                | Bratislava                                                                | Slovacchia                                                                | 4 – 2                                                                     | Islanda                                                                   | Qual. Euro 2024                                                           | Juraj Kucka Ondrej Duda (rig.) 2 Lukáš Haraslín                           | Cap: M. Škriniar                                                          |
| 19-11-2023                                                                | Zenica                                                                    | Bosnia ed Erzegovina                                                      | 1 – 2                                                                     | Slovacchia                                                                | Qual. Euro 2024                                                           | Róbert Boženík Ľubomír Šatka                                              | Cap: M. Škriniar                                                          |
| 23-3-2024                                                                 | Bratislava                                                                | Slovacchia                                                                | 0 – 2                                                                     | Austria                                                                   | Amichevole                                                                | -                                                                         | Cap: J. Kucka                                                             |
| 26-3-2024                                                                 | Oslo                                                                      | Norvegia                                                                  | 1 – 1                                                                     | Slovacchia                                                                | Amichevole                                                                | Ondrej Duda                                                               | Cap: J. Kucka                                                             |
| 5-6-2024                                                                  | Wiener Neustadt                                                           | Slovacchia                                                                | 4 – 0                                                                     | San Marino                                                                | Amichevole                                                                | Tomáš Rigo Tomáš Suslov Lukas Haraslin Dávid Strelec                      | Cap: M. Škriniar                                                          |
| 7-6-2024                                                                  | Trnava                                                                    | Slovacchia                                                                | 4 – 0                                                                     | Galles                                                                    | Amichevole                                                                | Juraj Kucka Róbert Boženík autorete László Bénes                          | Cap: M. Škriniar                                                          |
| 17-6-2024                                                                 | Francoforte sul Meno                                                      | Belgio                                                                    | 0 – 1                                                                     | Slovacchia                                                                | Euro 2024 - 1º turno                                                      | Ivan Schranz                                                              | Cap: M. Škriniar                                                          |
| 21-6-2024                                                                 | Düsseldorf                                                                | Slovacchia                                                                | 1 – 2                                                                     | Ucraina                                                                   | Euro 2024 - 1º turno                                                      | Ivan Schranz                                                              | Cap: M. Škriniar                                                          |
| 26-6-2024                                                                 | Francoforte sul Meno                                                      | Slovacchia                                                                | 1 – 1                                                                     | Romania                                                                   | Euro 2024 - 1º turno                                                      | Ondrej Duda                                                               | Cap: M. Škriniar                                                          |
| 30-6-2024                                                                 | Gelsenkirchen                                                             | Inghilterra                                                               | 2 – 1 dts                                                                 | Slovacchia                                                                | Euro 2024 - Ottavi di finale                                              | Ivan Schranz                                                              | Cap: M. Škriniar                                                          |
| 5-9-2024                                                                  | Tallinn                                                                   | Estonia                                                                   | 0 – 1                                                                     | Slovacchia                                                                | UEFA Nations League 2024-2025 - Lega C                                    | Tomáš Suslov                                                              | Cap: M. Škriniar                                                          |
| 8-9-2024                                                                  | Košice                                                                    | Slovacchia                                                                | 2 – 0                                                                     | Azerbaigian                                                               | UEFA Nations League 2024-2025 - Lega C                                    | Ondrej Duda (rig.) David Strelec                                          | Cap: M. Škriniar                                                          |
| 11-10-2024                                                                | Bratislava                                                                | Slovacchia                                                                | 2 – 2                                                                     | Svezia                                                                    | UEFA Nations League 2024-2025 - Lega C                                    | 2 Dávid Strelec                                                           | Cap: M. Škriniar                                                          |
| 14-10-2024                                                                | Baku                                                                      | Azerbaigian                                                               | 1 – 3                                                                     | Slovacchia                                                                | UEFA Nations League 2024-2025 - Lega C                                    | autorete Lukas Haraslin Dávid Ďuriš                                       | Cap: M. Škriniar                                                          |
| 16-11-2024                                                                | Solna                                                                     | Svezia                                                                    | 2 – 1                                                                     | Slovacchia                                                                | UEFA Nations League 2024-2025 - Lega C                                    | Dávid Hancko                                                              | Cap: M. Škriniar                                                          |
| 19-11-2024                                                                | Trnava                                                                    | Slovacchia                                                                | 1 – 0                                                                     | Estonia                                                                   | UEFA Nations League 2024-2025 - Lega C                                    | David Strelec                                                             | Cap: M. Škriniar                                                          |
| Totale                                                                    |                                                                           | Presenze                                                                  | 28                                                                        |                                                                           | Reti                                                                      | 44                                                                        |                                                                           |